# Isoetes spannagelii
Isoetes spannagelii är en kärlväxtart som beskrevs av Hans Peter Fuchs. Isoetes spannagelii ingår i släktet braxengräs, och familjen Isoetaceae. Inga underarter finns listade i Catalogue of Life.